# Société sœur
On appelle sociétés sœurs plusieurs entreprises qui appartiennent à la même société mère, au même groupe.
On rencontre souvent le cas des sociétés sœurs lorsque les multinationales ont une entité juridique par continent ou par pays.
On parle aussi au Québec de « sociétés sous contrôle commun ».